# Strimhuvad myrfågel
Strimhuvad myrfågel (Drymophila striaticeps) är en fågel i familjen myrfåglar inom ordningen tättingar.

## Utseende och läte
Strimhuvad myrfågel är en ovanligt praktfull medlem av familjen, med lång stjärt. Hanen är streckad i svart och vitt på huvud, bröst och rygg, med varmt gulbrunt på buk och övergump. De långa stjärtpennorna är vitspetsade. Honan är även hon streckad, men med beige istället för vitt. Sången är distinkt, en raspig serie som inleds med två kraftigare toner och avslutande med två eller tre mer utdragna, sträva. 

## Utbredning och systematik
Strimhuvad myrfågel behandlas antingen som monotypisk eller delas in i fyra underarter med följande utbredning:
- Drymophila striaticeps striaticeps – västra och centrala Anderna i Colombia, söderut till Cauca
- Drymophila striaticeps occidentalis – sydvästra Colombia (Nariño) söderut genom Ecuador (båda sidor om Anderna) till nordöstra Peru (San Martín)
- Drymophila striaticeps peruviana – Andernas östsluttning i centrala Peru (Huánuco till Cuzco)
- Drymophila striaticeps boliviana – Andernas östsluttning i södra Peru (Puno) och norra Bolivia (La Paz)

## Levnadssätt
Strimhuvad myrfågel hittas i bambusnår i eller utmed bergsbelägna skogar. Den påträffas på mellan 1500 och 2500 meters höjd, högre upp än liknande arter. 

## Status och hot
Arten har ett stort utbredningsområde, men tros minska i antal, dock inte tillräckligt kraftigt för att den ska betraktas som hotad. Internationella naturvårdsunionen IUCN listar arten som livskraftig (LC).